# 沙崙智慧綠能科學城
沙崙智慧綠能科學城是位於台南市歸仁區高速鐵路台南車站特定區的大型公共建設，為前瞻基礎建設計畫綠能建設的項目，2016年由行政院推動讓科技部（今國家科學及技術委員會）、經濟部、國家發展委員會等相關部會及臺南市政府共同協力規劃，2018年3月31日正式動工，2020年底土地規劃完工。

## 介紹

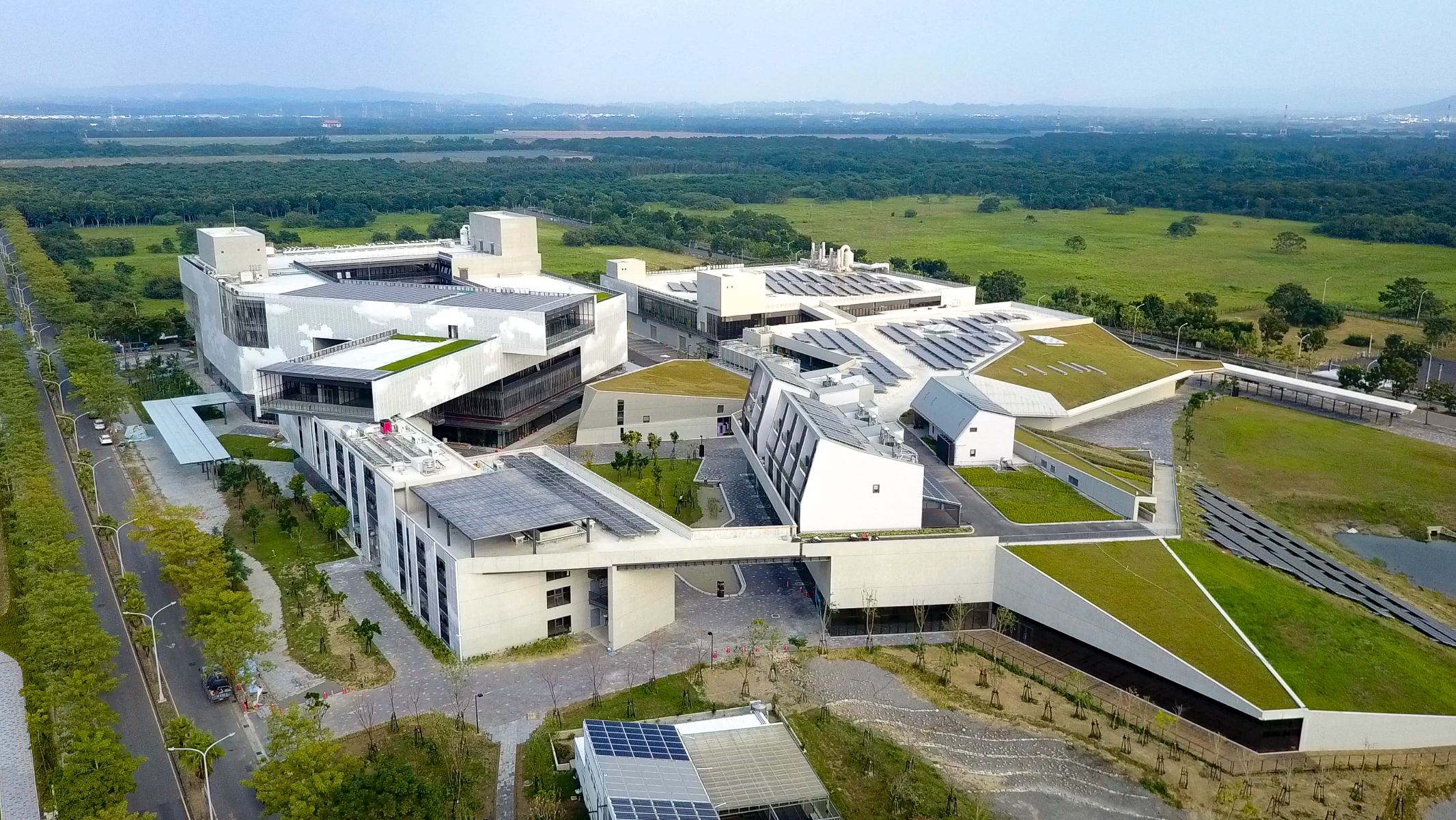
工業技術研究院綠能科技示範場域

為了推動綠能產業發展，行政院於2016年10月宣布「沙崙綠能科學城」的建置，並於隔月設置籌備辦公室。其名稱於2018年1月改為「沙崙智慧綠能科學城」，以擴大智慧城市的應用發展。沙崙智慧綠能科學城的規劃包含了：
- 核心區（大臺南會展中心、綠能科技聯合研究中心、綠能科技示範場域）
- 商業區（MITSUI OUTLET PARK 台南）
- 產業研發專區（國家實驗研究院、工業技術研究院及國家原子能科技研究院等研究單位）
- 中央研究院南部院區
- 台糖沙崙智慧綠能循環住宅園區

## 開發項目
- 綠能科技聯合研究中心

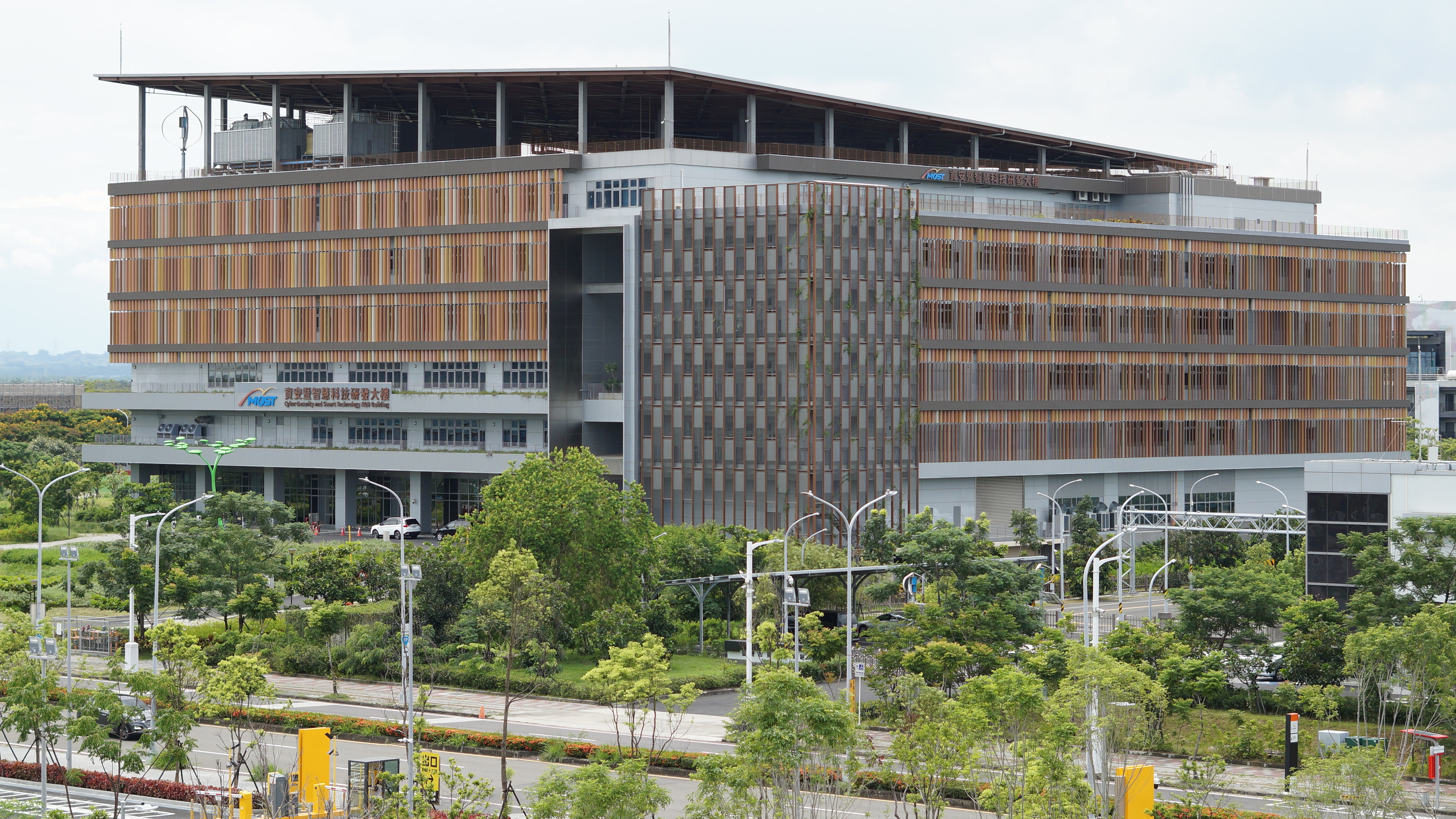
國科會資安暨智慧科技研發大樓

位於高鐵台南站旁之產專區C區 (面積5.33公頃)，為地下兩層、地上六層鋼骨造辦公暨實驗室建築，總樓地板面積約46,600m2，於2018年4月開工興建，2019年6月5日舉行上樑典禮，於2020年底完工，將引進學術機構與經濟部所屬法人機構進駐。此中心將作為「沙崙智慧綠能科學城」的樞紐，目的在將研究單位之成果轉化為產業化技術，開發為新產品/系統 (或服務)，並藉由科學城內綠能科技示範場域的驗證，強化研究成果的商業化可行性。
- 綠能科技示範場域

將設置於沙崙智慧綠能科學城產專區D區，面積約7.44公頃。綠能科技示範場域發展主軸有創能、節能、儲能及智慧系統等四項。「綠能科技示範場域」目的為建立綠能科技開發及示範應用的環境，提供國內外綠能研發技術及產業測試、驗證及媒合場域，完成綠能科技商業化的最後一哩路。同時，將綠能技術融入永續環境設計中，以互動方式體驗不同能源使用效率的影響，拉近使用者與產業技術的距離，並以寓教於樂的方式，推廣綠能產品及技術的使用。
- 中央研究院南部院區

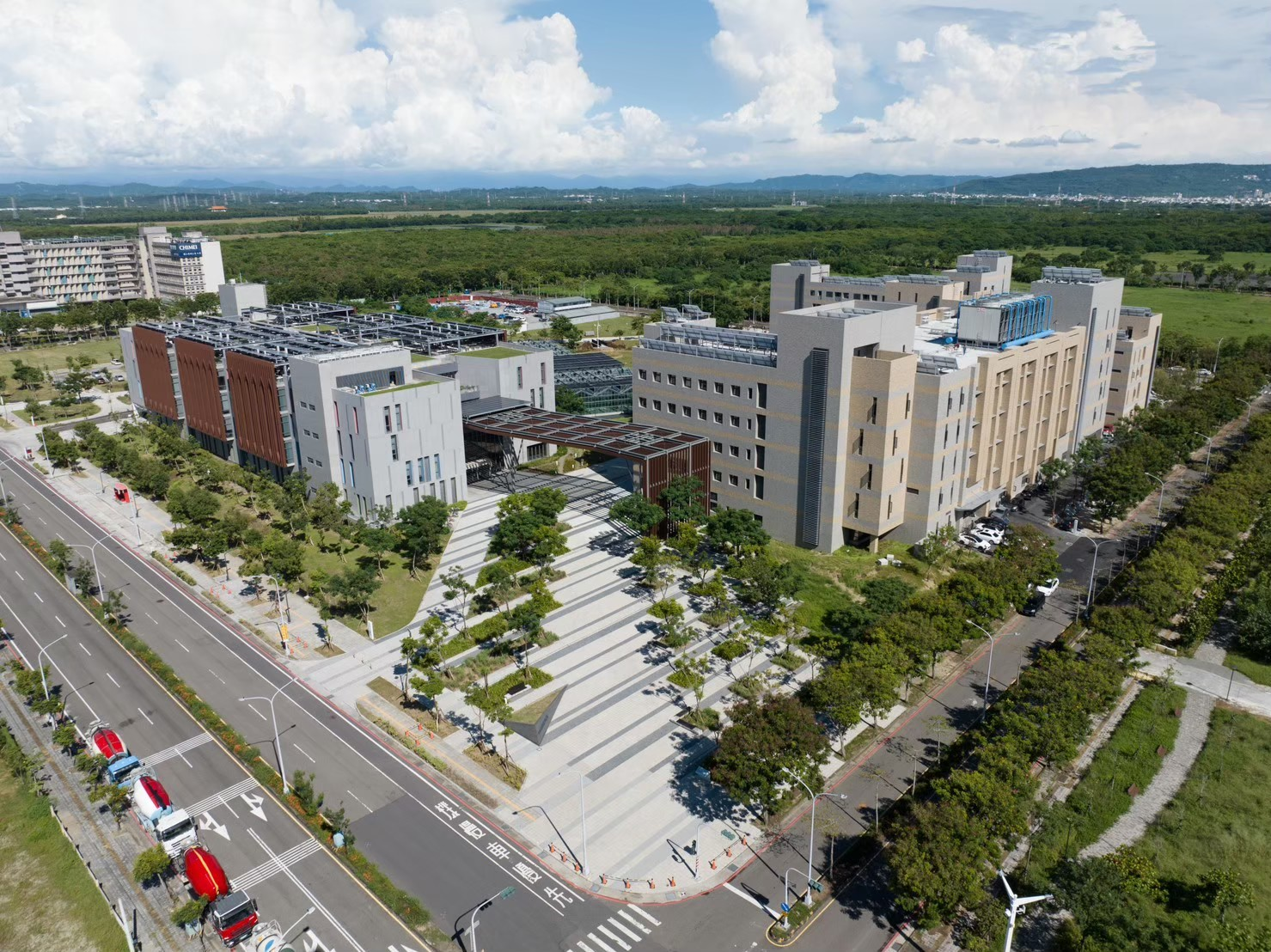
中央研究院南部院區

中央研究院自2012年起以臺南高鐵特定區為基地，開始籌劃「南部院區」。2018年5月開始動工，院區占地面積7.3公頃，採分階段方式開發。第一期工程包含第一研究大樓、精密溫室及玻璃溫室已於2020年完工，第二期工程包含第二研究大樓、綜合大樓正在興建中。總樓地板面積約6萬6,363平方公尺，興建經費約新台幣40億元。基地內其餘空間將作為綠地，以預留未來依研究發展需要擴建研究大樓及公共設施之用。南部院區的研究方向包含農業生技、循環永續和台灣文史。南部生物技術中心已在2021年1月1日進駐。
- 智慧綠能循環住宅園區

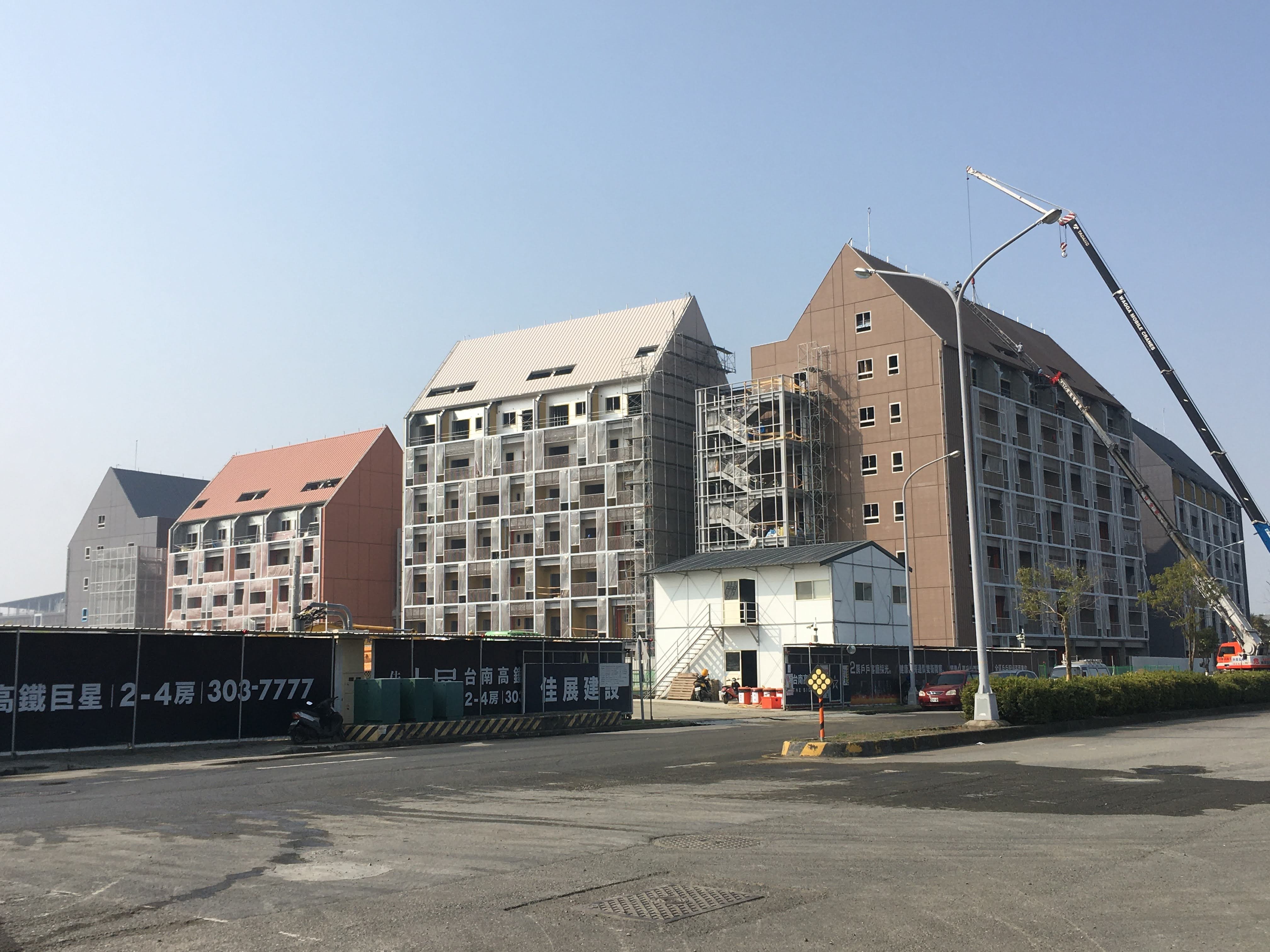
興建中的智慧綠能循環住宅

配合沙崙智慧綠能科學城大量研究人員進駐，政府展開造鎮計畫。初步勘選以高鐵台南站東側之台糖所屬之武東段150地號住宅區土地為第一期開發基地，面積約13,994平方公尺（建蔽率50%，容積率200%），興建大樓型住宅351戶及17個店舖。規劃以具未來性，包含住宅園區綠能、綠建築、智慧化等考量，並融入循環經濟概念，打造不同於傳統思維之智慧綠能循環住宅園區。2021年峻工後，其住宅即被台積電全數承租，目前做為公司外籍員工宿舍使用。
- 沙崙K-12全雙語學校

由沙崙國中轉型，面積5.18公頃，規劃班級數為幼兒園2班、國小每年級3班、國中每年級6班、高中每年級3班，預定2024年開始招生。
- 大臺南會展中心

- 沙崙醫療服務與創新園區

因應永康區、仁德區、歸仁區的三區人口增長，台南市政府原預計於園區內設立市立醫院以提升鄰近區域醫療服務量能。2021年12月，行政院推動醫療創新園區計畫，由國立成功大學醫學院附設醫院在園區內設置教學醫院及醫療研究機構。

## 相關圖片

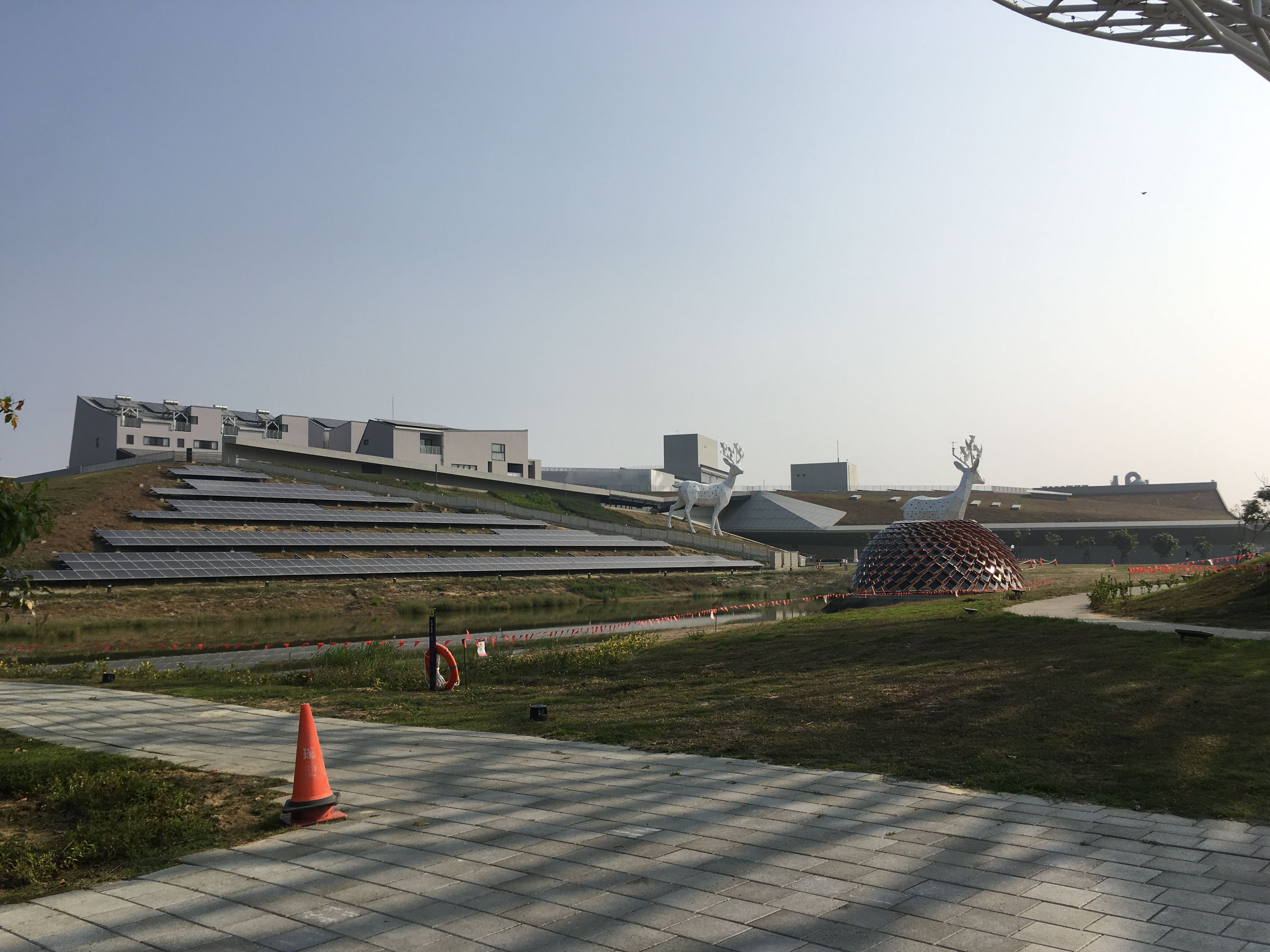
綠能科技示範場域
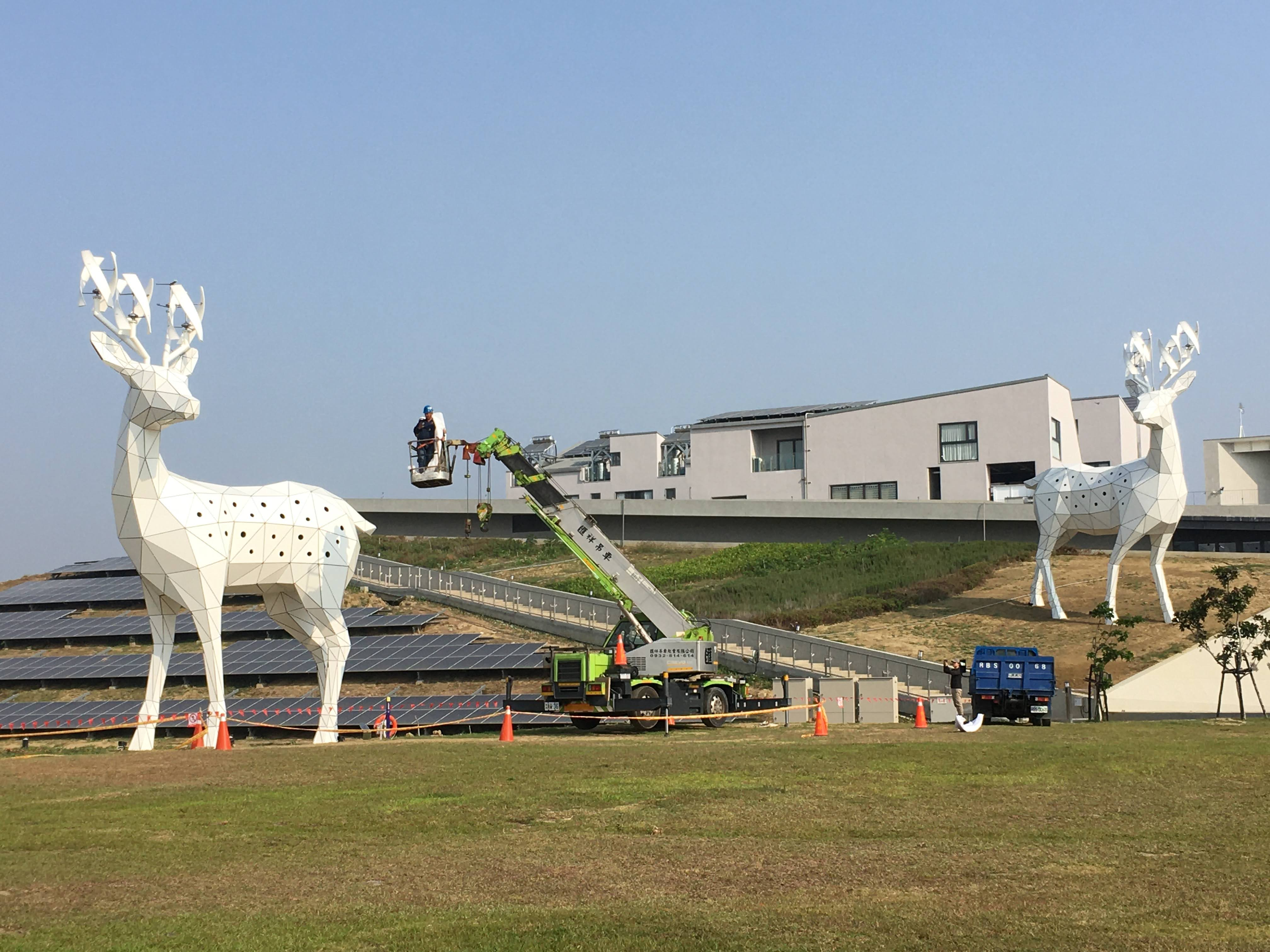
風之使者
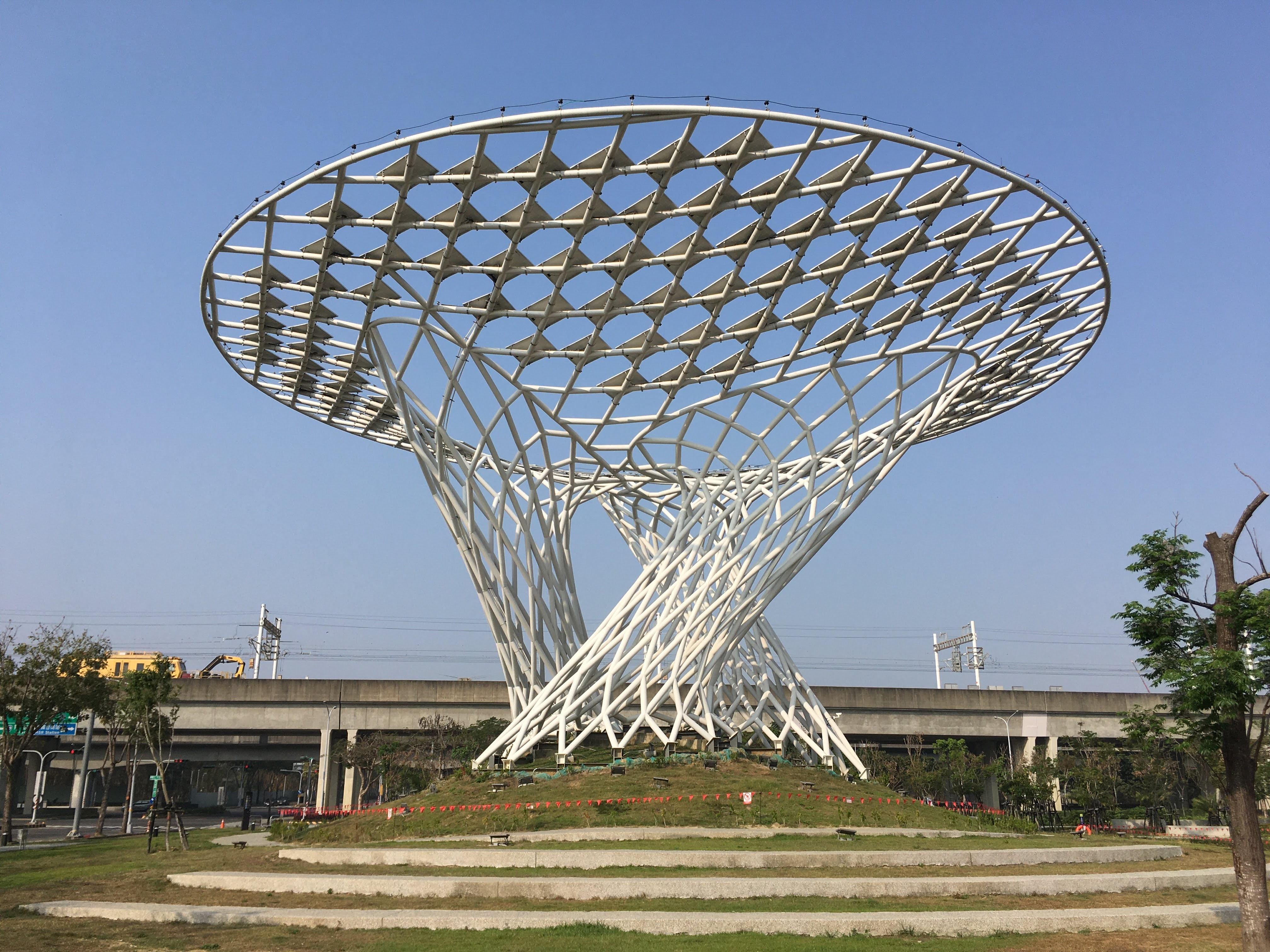
太陽能樹
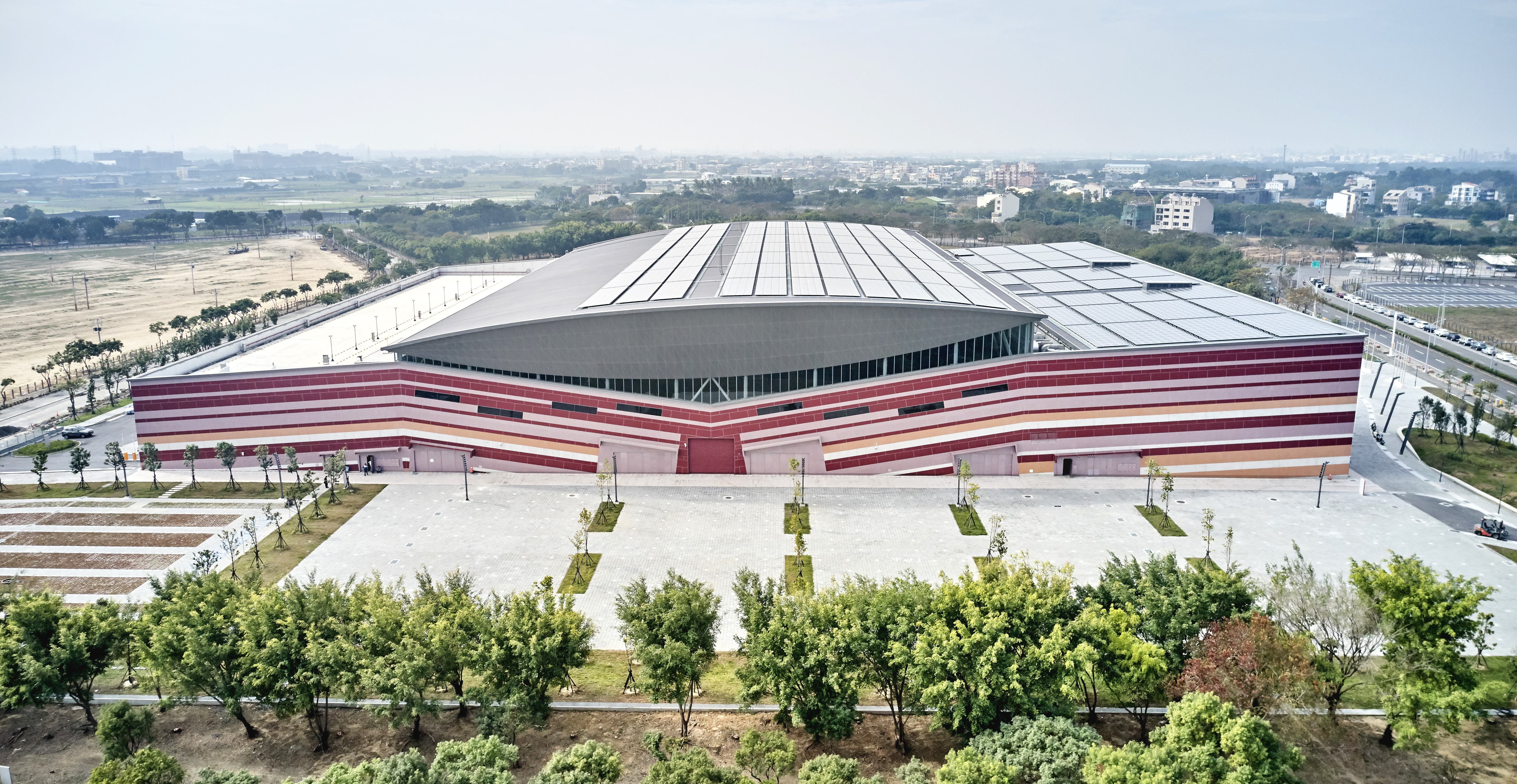
大台南會展中心

## 相關進駐單位
科學研發機構
- 中央研究院南部院區
- 國家實驗研究院
  - 科技政策研究與資訊中心（國家科學及技術委員會資安暨智慧科技研發大樓）
  - 臺灣智駕測試實驗室
  - 國家地震工程研究中心臺南實驗室
- 經濟部能源署綠能科技示範場域

教育機構
- 國立成功大學歸仁校區
- 國立陽明交通大學臺南校區
- 臺南市立沙崙國際高級中等學校

其他機構
- 國立成功大學醫學院附設醫院沙崙分院（興建中）
- 大臺南會展中心

## 交通
- 高鐵台南站
- 台鐵沙崙車站
- 台39線
- 台86線大潭交流道